# 국도 제22호선 (아이슬란드)

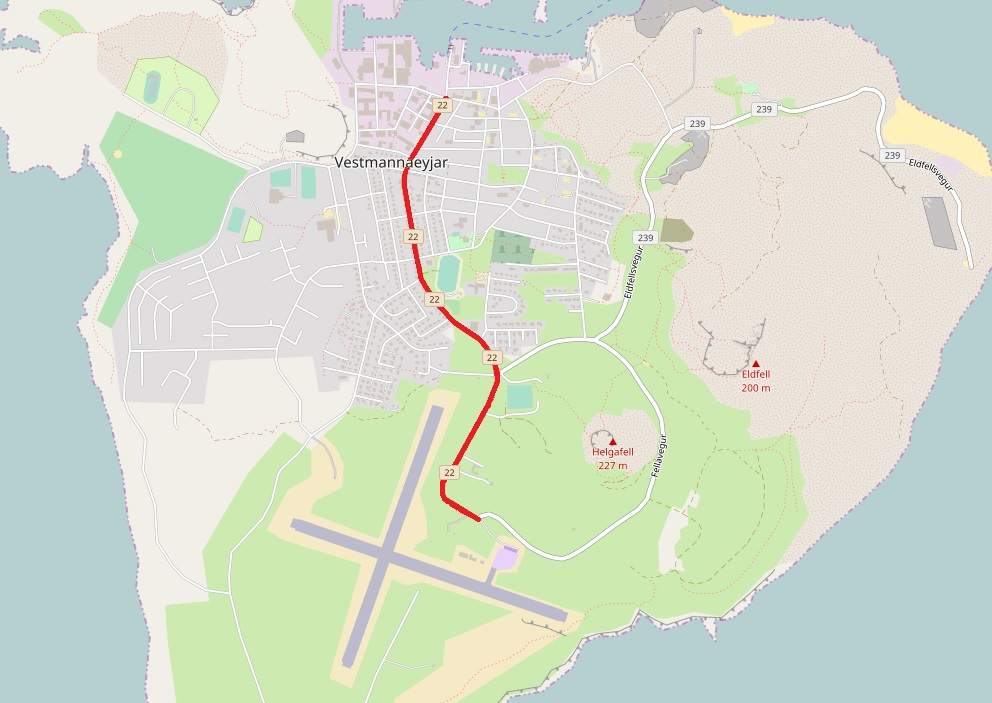
아이슬란드 22번 국도의 실제 경로이다. 주변에 있는 십자로는 공항인 것으로 보인다.

국도 제22호선(Route 22)은 아이슬란드에서 가장 짧은 국도 노선으로, 쉬뒤를란드의 헤이마에이섬을 주로 종단한다. 그러나 이 도로는 베스트만나에이야르 제도에 속하게 되는 마을을 통해 베스트만나에이야르 공항까지 접근 가능한 도로이기도 하다.